# الحق في اللعب
الحق في اللعب (بالإنجليزية: Right To Play)‏ هي منظمة عالمية مقرها في كندا تهدف إلى تعليم الأطفال بواسطة الألعاب التعليمية. تأسست المنظمة في سنة 2000 على يد البطل الأولمبي يوهان أولاف كوس. تهدف المنظمة لبناء المهارات الحياتية للأطفال، وزرع روح السلام في المناطق الأكثر حرماناً في العالم. ويأتي عمل المنظمة تعزيزاً لميثاق الأمم المتحدة لحقوق الطفل.
تعمل المنظمة على السياق الإنساني والإنمائي للمجتمعات، وذلك من خلال تدريب قادة المجتمع المحلي على تنفيذ برامجها في 18 بلداً متأثراً بالحرب والفقر والمرض في أفريقيا وآسيا الوسطى والشرق الأوسط وأميركا الشمالية. تقوم مكاتب المنظمة المنتشرة في كل من كندا وألمانيا والنرويج وهولندا وسويسرا والمملكة المتحدة والولايات المتحدة، بجمع الأموال وبناء الوعي ببرامج المنظمة والدعوة إلى التعلم القائم على اللعب.

## سفراء المنظمة
تظم منظمة الحق في اللعب 300 من الرياضيين المحترفين والأولمبيين من أكثر من 40 دولة. ومن الرياضيين المتطوعين:
- آدم فان كويفردن، أولمبي في سباق القوارب من كندا.
- بيسماك بيومبو، لاعب كرة سلة كونغولي.
- كلارا هيوز، دراجة كندية.
- هايلي ويكينهايزر، لاعبة هوكي على الجليد من كندا.
- برديتا فيليسيان، عدائة في القفز عن الحواجز من كندا.
- روزانا ماكلينان، لاعبة جمباز كندية.

## البلدان المستهدفة

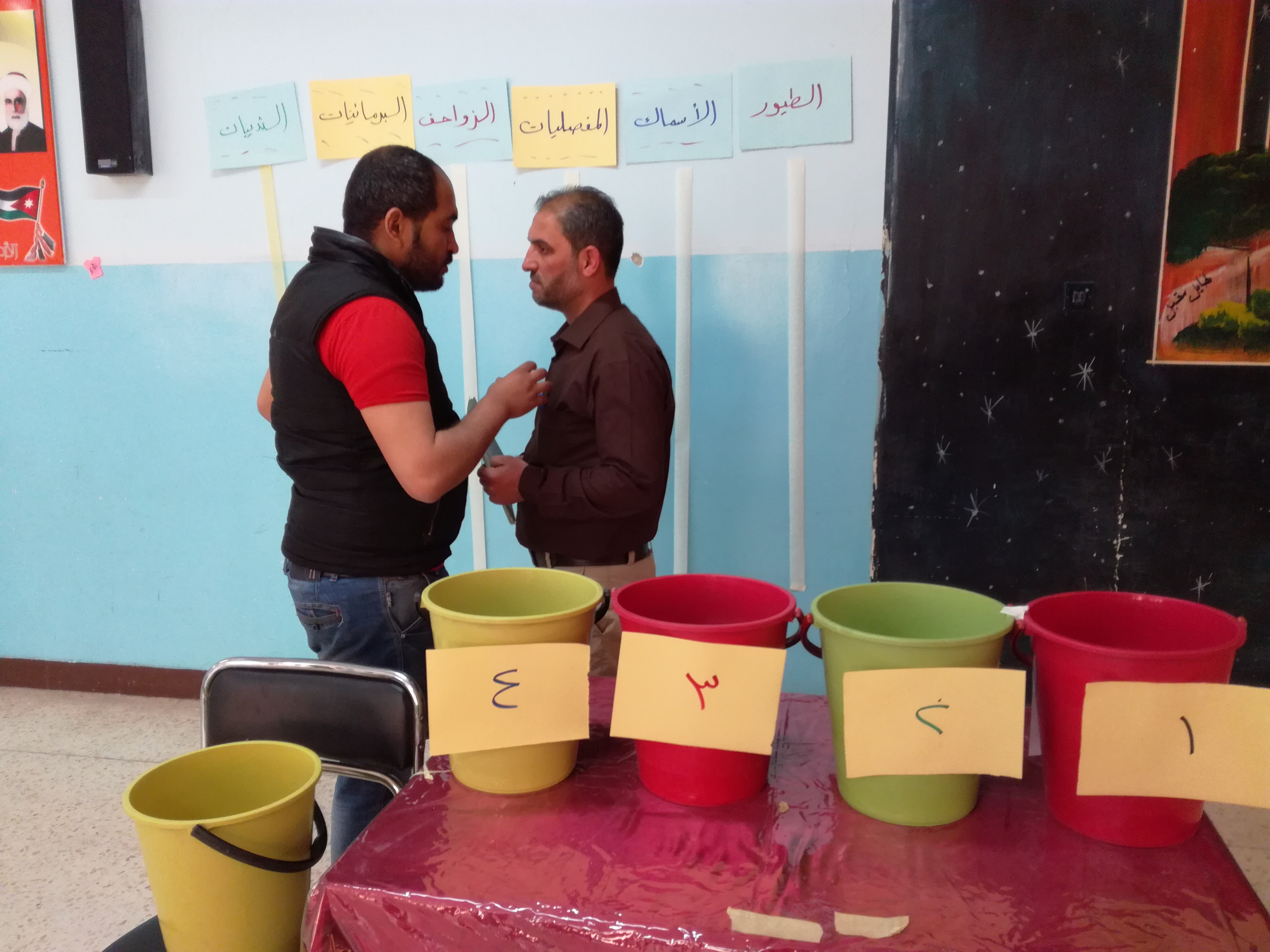
ورشة عمل للمنظمة لتدريب المعلمين في الزرقاء، الأردن 2017

تركز المنظمة أعمالها على 18 بلداً في 3 قارات (أفريقيا، آسيا، أميركا الشمالية). وتكون هذه البلدان من البلاد المتضررة من الحروب أو آثار اللجوء أو الأمراض أو الفقر، وهذه الدول هي:
- بنين
- بوروندي
- كندا
- الصين
- إثيوبيا
- غانا
- الأردن
- لبنان
- ليبيريا
- مالي
- موزمبيق
- باكستان
- رواندا
- تنزانيا
- تايلند
- الضفة الغربية وقطاع غزة
- أوغندا
- الولايات المتحدة الأمريكية